# Julia J. Irvine
Julia Josephine Thomas Irvine (1848-1930), fue la cuarta presidenta de Wellesley College, estuvo en el cargo desde 1894 hasta 1899.
Irvine era la hija de la sufragista Indiana Mary M. Thomas.  Se graduó en la Universidad Cornell, llegó a Wellesley College como profesora de griego en 1890. Durante su mandato como presidenta de Wellesley, se promulgó una serie de reformas y se eliminaron algunas de las reglas para los estudiantes como el tiempo de silencio, el trabajo doméstico, la prohibición del horario de la biblioteca dominical y la asistencia obligatoria a la capilla. Ella reemplazó a varios profesores, especialmente aquellos sin títulos universitarios, como parte de una revisión de los departamentos académicos.
Se retiró en 1899 y fue sucedida como presidenta por Caroline Hazard. Posteriormente se trasladó a Francia.